# Futbol a Moçambic
El futbol és l'esport més popular a Moçambic. És dirigit per la Federació Moçambiquesa de Futbol.

## Història
El futbol a Moçambic està lligat històricament al futbol de portuguès. Molts clubs eren filials dels principals clubs portuguesos com Sporting de Lisboa o SL Benfica. També la majoria de grans jugadors dels país van jugar a la metròpoli, com el cas d'Eusébio, el millor jugador moçambiquès de la història. El 1975 Moçambic esdevingué independent i el 1976 es fundà la federació nacional.

## Competicions

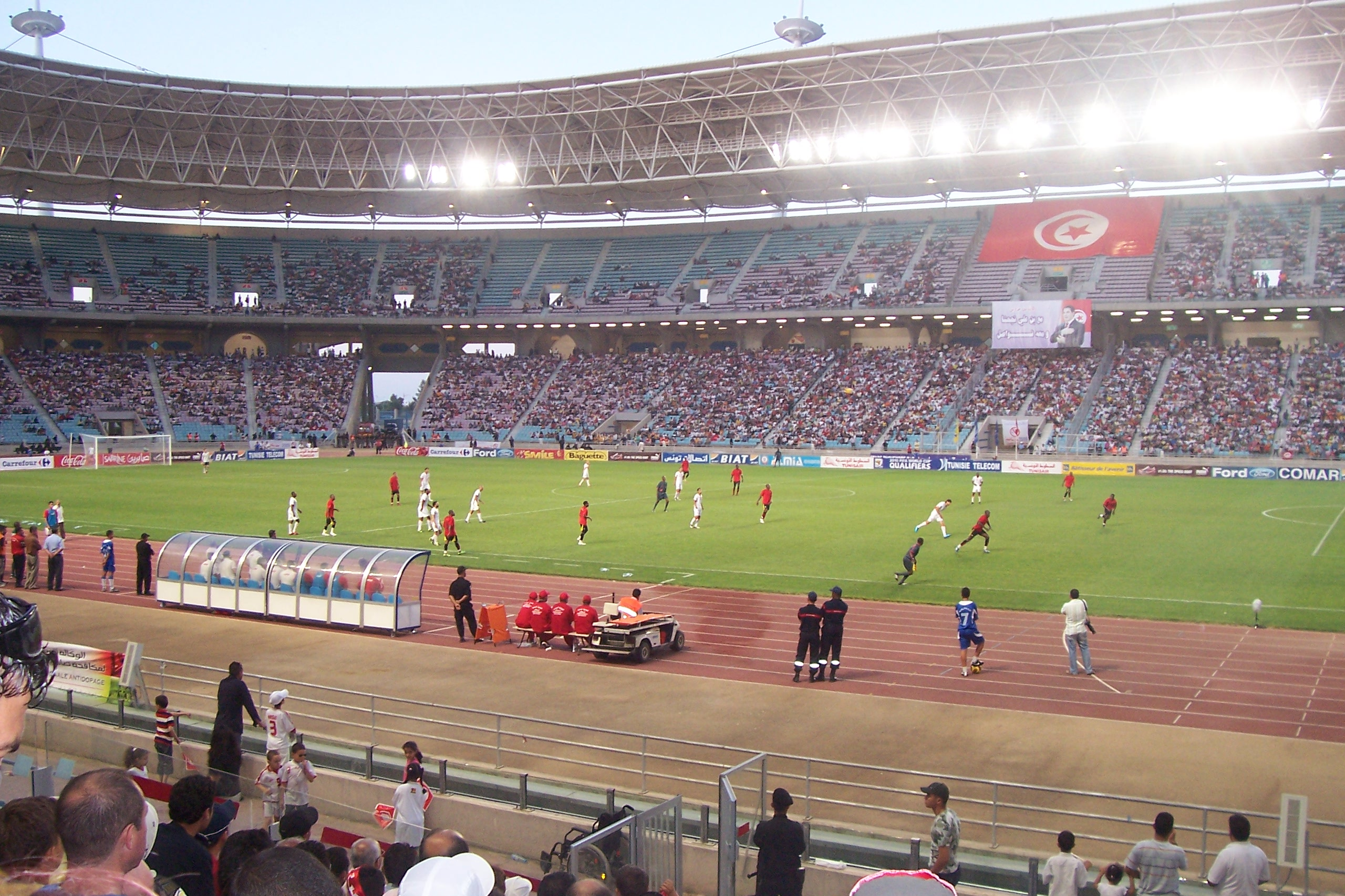
Partit entre Tunísia i Moçambic (2009).

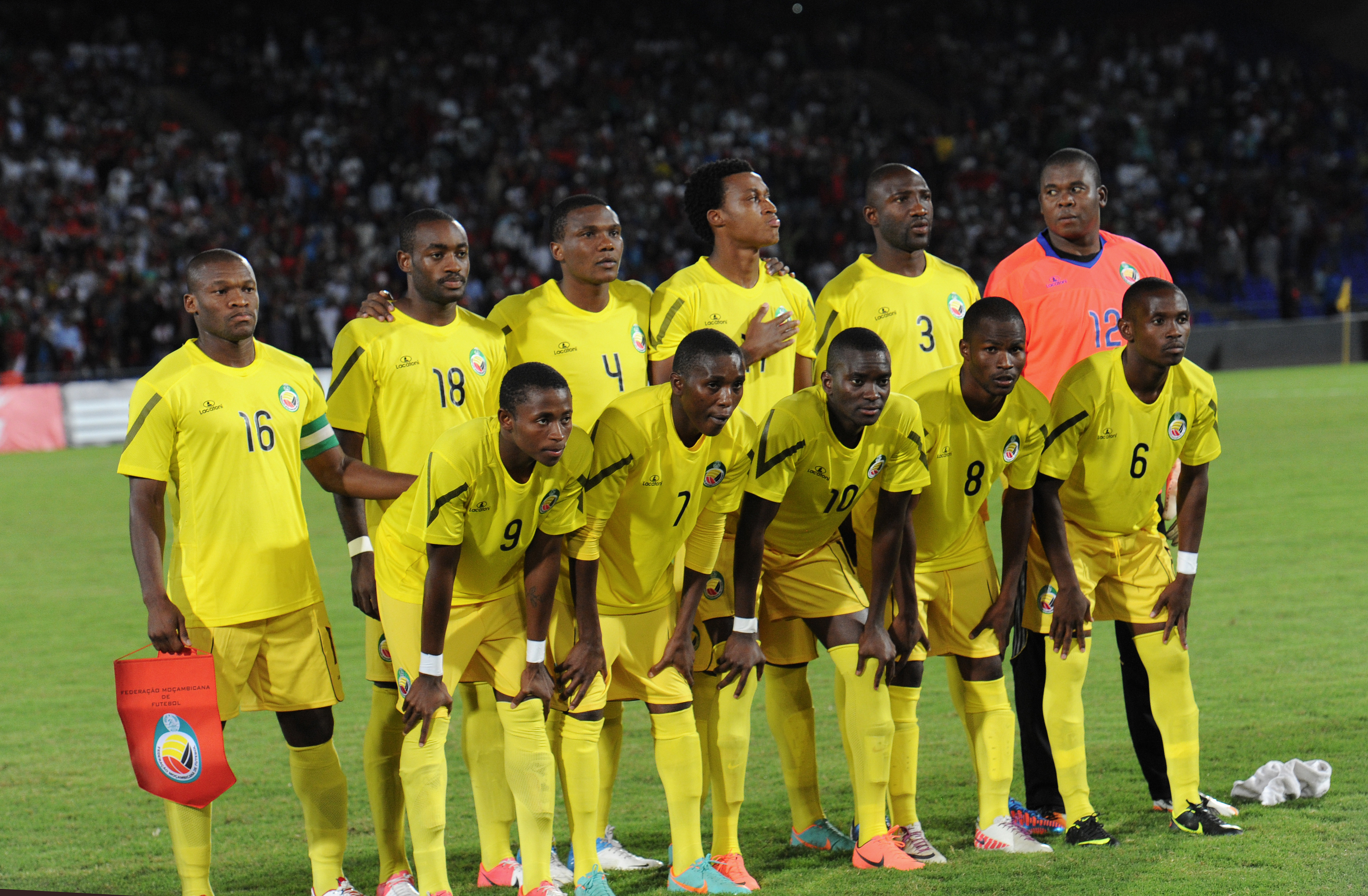
Selecció de Moçambic (2012).

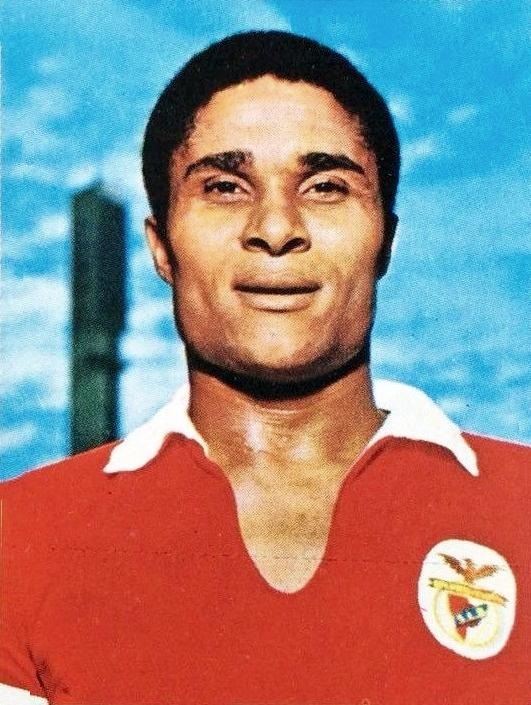
Eusébio, millor jugador de la història del país.

- Lligues:
  - Moçambola
  - Lligues provincials
- Copes:
  - Taça de Moçambique
  - Supertaça de Moçambique

## Principals clubs
Clubs amb més títols nacionals a 2019.
- Clube Ferroviário de Maputo
- Clube de Desportos da Costa do Sol
- Clube de Desportos do Maxaquene
- Grupo Desportivo de Maputo
- Liga Desportiva de Maputo
- Clube Ferroviário da Beira
- Grupo Desportivo e Recreativo Textáfrica
- União Desportiva do Songo
- Clube Desportivo Matchedje de Maputo
- Clube Ferroviário de Nampula
- Sporting Clube de Nampula
- Grupo Desportivo da Companha Têxtil do Punguè

## Jugadors destacats
Fonts:
Des de 1950
- Fernando Lage
- Matateu
- Octávio de Sá

Des de 1960
- Ernesto Pereira Baltazar
- António Brassard
- Mário Esteves Coluna
- Alberto da Costa Pereira
- Vicente Lucas
- Eusébio da Silva Ferreira

Des de 1970
- Jorge Calado
- Mário João Fernandes
- Carlos Manaca

Des de 1980
- Nuro Americano
- Daniel Calton Banze
- Gil Guiamba
- Artur Semedo

Des de 1990
- Jorge Cadete
- Chiquinho Conde
- Jojó Fernandes
- Abel Xavier

Des de 2000
- Genito
- Sérgio Lomba
- Dário Monteiro
- Paíto
- Armando Sá
- Tico-Tico

Des de 2010
- Domingues
- Zainadine Júnior
- Simão Mate Junior
- Mexer

## Principals estadis

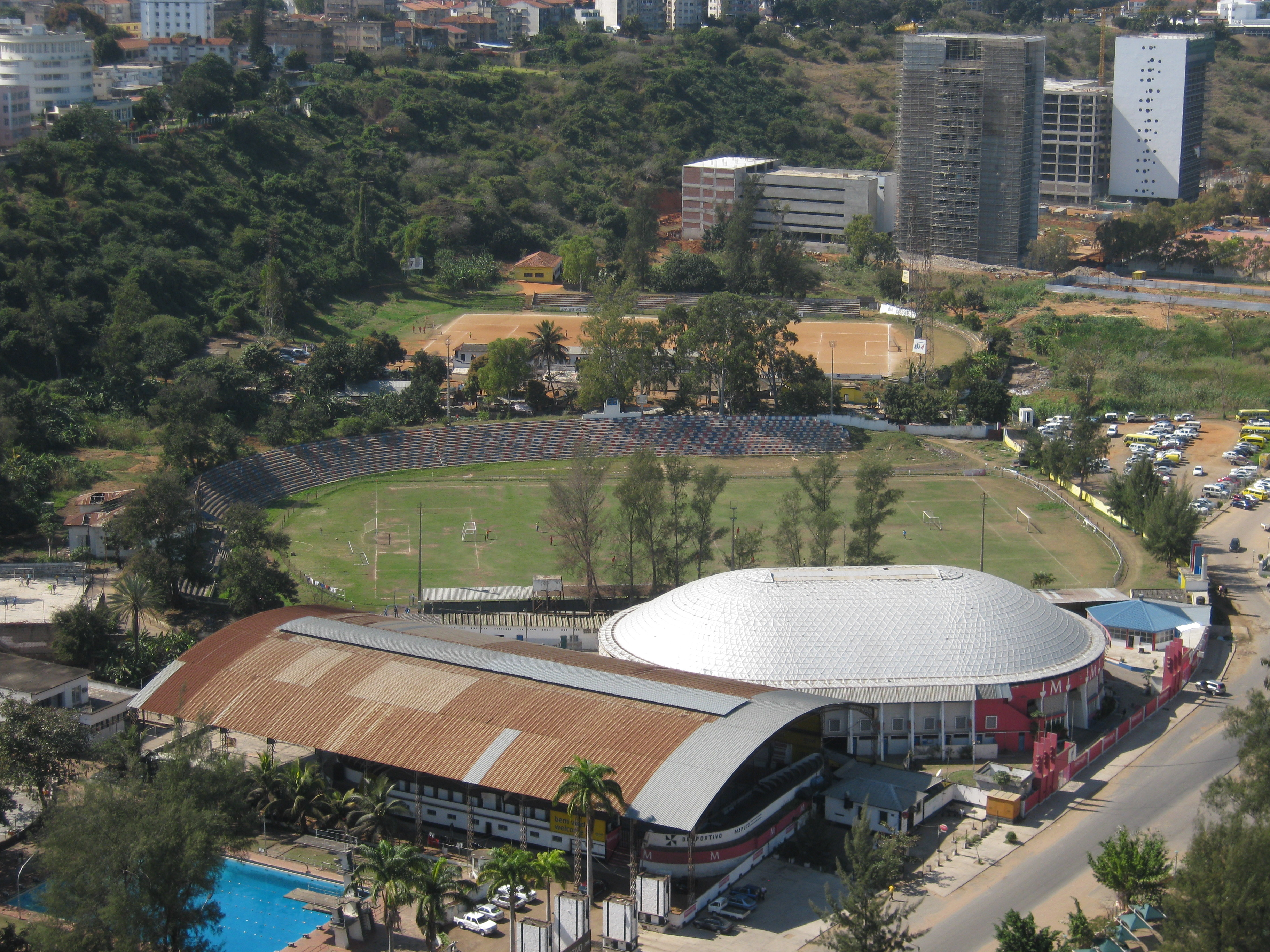
Estádio do Desportivo.

| # | Estadi                  | Capacitat | Ciutat |
| - | ----------------------- | --------- | ------ |
| 1 | Estádio da Machava      | 45.000    | Maputo |
| 2 | Estádio do Zimpeto      | 42.000    | Maputo |
| 3 | Estádio do Maxaquene    | 15.000    | Maputo |
| 4 | Estádio do Costa do Sol | 10.000    | Maputo |